# Grande Prêmio do Canadá de 2014
O Grande Prêmio do Canadá de 2014 (formalmente denominado  Formula 1 Grand Prix du Canada 2014) foi uma corrida realizada no Circuito Gilles-Villeneuve, em Montreal, em 8 de junho de 2014. É a sétima corrida da Temporada de Fórmula 1 de 2014 e foi vencida pelo australiano Daniel Ricciardo, da Red Bull Racing, sendo sua primeira vitória na F1. O alemão Nico Rosberg, da Mercedes foi o segundo, seguido pelo também alemão Sebastian Vettel, da Red Bull.

## Pneus
| Nome do composto | Cor      | Cor | Banda de rolamento | Condições de condução         | Dry Type*    | Aderência      | Longevidade   |
| ---------------- | -------- | --- | ------------------ | ----------------------------- | ------------ | -------------- | ------------- |
| Super Macio      | Vermelho |     | Slick              | Seco                          | Option       | Mais aderência | Menos durável |
| Macio            | Amarelo  |     | Slick              | Seco                          | Prime/Option | Médio          | Médio         |
| Intermediário    | Verde    |     | Sulcos             | Molhado (água não estagnante) | x            | x              | x             |
| Chuva            | Azul     |     | Sulcos             | Molhado (água estagnante)     | x            | x              | x             |

## Resultados

### Treino Classificatório
| Pos.                     | Nu. | Piloto            | Construtor           | Q1       | Q2       | Q3       | Grid |
| ------------------------ | --- | ----------------- | -------------------- | -------- | -------- | -------- | ---- |
| 1                        | 6   | Nico Rosberg      | Mercedes             | 1:16.471 | 1:15.289 | 1:14.874 | 1    |
| 2                        | 44  | Lewis Hamilton    | Mercedes             | 1:15.750 | 1:15.054 | 1:14.953 | 2    |
| 3                        | 1   | Sebastian Vettel  | Red Bull-Renault     | 1:17.470 | 1:16.109 | 1:15.548 | 3    |
| 4                        | 77  | Valtteri Bottas   | Williams-Mercedes    | 1:16.772 | 1:15.806 | 1:15.550 | 4    |
| 5                        | 19  | Felipe Massa      | Williams-Mercedes    | 1:16.666 | 1:15.773 | 1:15.578 | 5    |
| 6                        | 3   | Daniel Ricciardo  | Red Bull-Renault     | 1:17.113 | 1:15.897 | 1:15.589 | 6    |
| 7                        | 14  | Fernando Alonso   | Ferrari              | 1:17.010 | 1:16.131 | 1:15.814 | 7    |
| 8                        | 25  | Jean-Éric Vergne  | Toro Rosso-Renault   | 1:17.178 | 1:16.255 | 1:16.162 | 8    |
| 9                        | 22  | Jenson Button     | McLaren-Mercedes     | 1:16.631 | 1:16.214 | 1:16.182 | 9    |
| 10                       | 7   | Kimi Räikkönen    | Ferrari              | 1:17.013 | 1:16.245 | 1:16.214 | 10   |
| 11                       | 11  | Nico Hülkenberg   | Force India-Mercedes | 1:16.897 | 1:16.300 |          | 11   |
| 12                       | 20  | Kevin Magnussen   | McLaren-Mercedes     | 1:16.446 | 1:16.310 |          | 12   |
| 13                       | 11  | Sergio Pérez      | Force India-Mercedes | 1:18.235 | 1:16.472 |          | 13   |
| 14                       | 8   | Romain Grosjean   | Lotus-Renault        | 1:17.732 | 1:16.687 |          | 14   |
| 15                       | 26  | Daniil Kvyat      | Toro Rosso-Renault   | 1:16.938 | 1:16.713 |          | 15   |
| 16                       | 99  | Adrian Sutil      | Sauber-Ferrari       | 1:17.519 | 1:17.314 |          | 16   |
| 17                       | 13  | Pastor Maldonado  | Lotus-Renault        | 1:18.328 |          |          | 17   |
| 18                       | 4   | Max Chilton       | Marussia-Ferrari     | 1:18.348 |          |          | 18   |
| 19                       | 17  | Jules Bianchi     | Marussia-Ferrari     | 1:18.359 |          |          | 19   |
| 20                       | 10  | Kamui Kobayashi   | Caterham-Renault     | 1:19.278 |          |          | 20   |
| 21                       | 9   | Marcus Ericsson   | Caterham-Renault     | 1:19.820 |          |          | 21   |
| 22                       | 21  | Esteban Gutiérrez | Sauber-Ferrari       | No Time  |          |          | 22   |
| Tempo dos 107%: 1:21.052 |     |                   |                      |          |          |          |      |

### Corrida
| Pos. | Nu. | Piloto            | Construtor           | Voltas | Tempo/Retirado | Grid | Pontos |
| ---- | --- | ----------------- | -------------------- | ------ | -------------- | ---- | ------ |
| 1    | 3   | Daniel Ricciardo  | Red Bull-Renault     | 70     | 01:39:12.830   | 6    | 25     |
| 2    | 6   | Nico Rosberg      | Mercedes             | 70     | +4.236         | 1    | 18     |
| 3    | 1   | Sebastian Vettel  | Red Bull-Renault     | 70     | +5.247         | 3    | 15     |
| 4    | 22  | Jenson Button     | McLaren-Mercedes     | 70     | +11.755        | 9    | 12     |
| 5    | 27  | Nico Hülkenberg   | Force India-Mercedes | 70     | +12.843        | 11   | 10     |
| 6    | 14  | Fernando Alonso   | Ferrari              | 70     | +14.869        | 7    | 8      |
| 7    | 77  | Valtteri Bottas   | Williams-Mercedes    | 70     | +23.578        | 4    | 6      |
| 8    | 25  | Jean-Éric Vergne  | Toro Rosso-Renault   | 70     | +28.026        | 8    | 4      |
| 9    | 20  | Kevin Magnussen   | McLaren-Mercedes     | 70     | +29.254        | 12   | 2      |
| 10   | 7   | Kimi Räikkönen    | Ferrari              | 70     | +53.678        | 10   | 1      |
| 11   | 11  | Sergio Pérez      | Force India-Mercedes | 69     | Batida         | 8    |        |
| 12   | 19  | Felipe Massa      | Williams-Mercedes    | 69     | Batida         | 5    |        |
| 13   | 99  | Adrian Sutil      | Sauber-Ferrari       | 69     | +1 volta       | 16   |        |
| 14   | 21  | Esteban Gutiérrez | Sauber-Ferrari       | 65     | +4 voltas      | 22   |        |
| Ret  | 8   | Romain Grosjean   | Lotus-Renault        | 14     | Asa Traseira   | 21   |        |
| Ret  | 26  | Daniil Kvyat      | Toro Rosso-Renault   | 47     | Desistiu       | 15   |        |
| Ret  | 44  | Lewis Hamilton    | Mercedes             | 45     | Freios         | 2    |        |
| Ret  | 10  | Kamui Kobayashi   | Caterham-Renault     | 23     | Suspensão      | 18   |        |
| Ret  | 13  | Pastor Maldonado  | Lotus-Renault        | 21     | Desistiu       | 20   |        |
| Ret  | 9   | Marcus Ericsson   | Caterham-Renault     | 7      | Falha Elétrica | 21   |        |
| Ret  | 4   | Max Chilton       | Marussia-Ferrari     | 0      | Batida         | 18   |        |
| Ret  | 17  | Jules Bianchi     | Marussia-Ferrari     | 0      | Batida         | 19   |        |

## Volta de Liderança
- Nico Rosberg : 62 (1-17), (19-43) e (48-67)
- Daniel Ricciardo : 3 (68-70)
- Lewis Hamilton : 3 (18) e (44-45)
- Felipe Massa : 2 (46-47)

## Curiosidades
- A primeira vitória da carreira de Daniel Ricciardo, que se tornou o 105º vencedor da F-1[1] Além disso, ele se tornou apenas o quarto Australiano a vencer um GP de Fórmula 1 (Jack Brabham, Alan Jones e Mark Webber são os outros)[2].
- O primeiro abandono de Max Chilton na Fórmula 1. Esta era a sua 25ª corrida[3].
- Foi a sexta vez na história deste GP na Fórmula 1 que a corrida terminou com o safety car.
- Primeira vitória de um carro que não da Mercedes nesta temporada da F1.

## Pós-Corrida
- Chilton (em Jules Bianchi) e Pérez (em Massa) foram considerados culpados pelas batidas. Assim, o primeiro foi punido com a perda de 3 posições na próxima etapa, e o segundo com 5 posições.

## Tabela do campeonato após a corrida
Observe que somente as dez primeiras posições estão incluídas na tabela.
| Pos | Piloto           | Pontos | Var |
| --- | ---------------- | ------ | --- |
| 1   | Nico Rosberg     | 140    | 0   |
| 2   | Lewis Hamilton   | 118    | 0   |
| 3   | Daniel Ricciardo | 79     | 1   |
| 4   | Fernando Alonso  | 69     | 1   |
| 5   | Sebastian Vettel | 60     | 1   |
| 6   | Nico Hulkenberg  | 57     | 1   |
| 7   | Jenson Button    | 43     | 1   |
| 8   | Valtteri Bottas  | 40     | 1   |
| 9   | Kevin Magnussen  | 23     | 0   |
| 10  | Sergio Pérez     | 20     | 0   |

| Pos | Construtor           | Pontos | Var |
| --- | -------------------- | ------ | --- |
| 1   | Mercedes             | 258    | 0   |
| 2   | Red Bull-Renault     | 139    | 0   |
| 3   | Ferrari              | 87     | 0   |
| 4   | Force India-Mercedes | 77     | 0   |
| 5   | McLaren-Mercedes     | 66     | 0   |